# Orden der edlen Leidenschaft

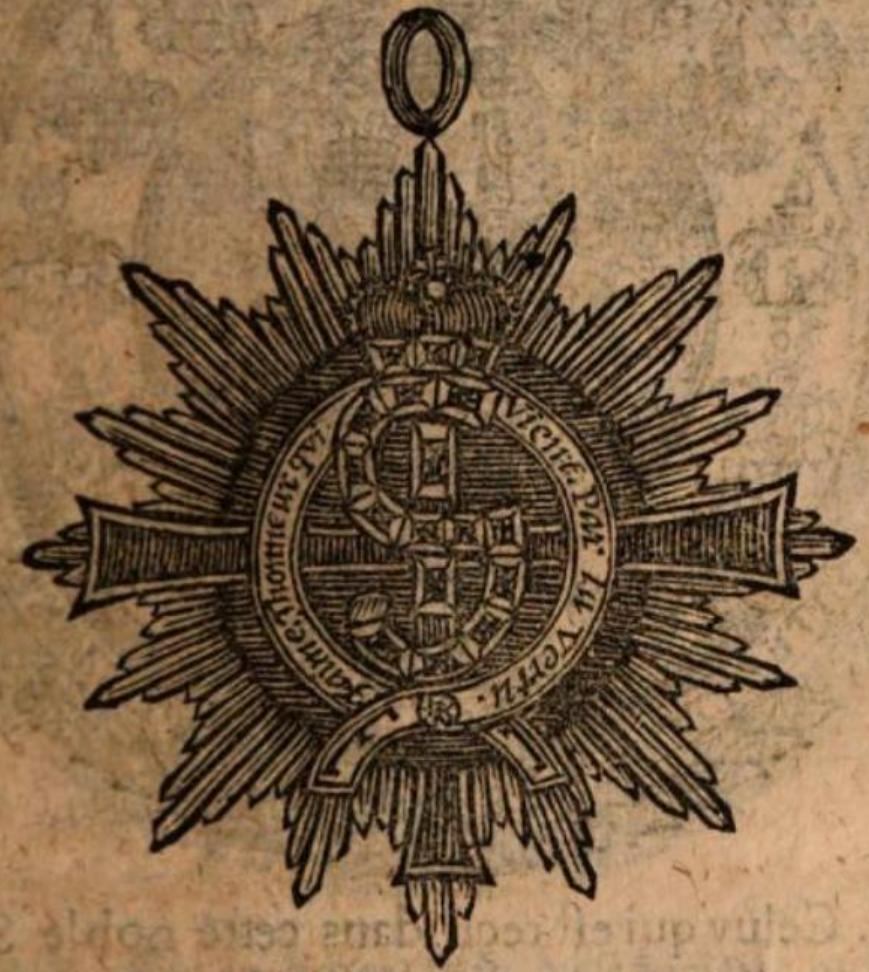
Insigne des Ordens der edlen Leidenschaft

Der Orden der edlen Leidenschaft, französisch Ordre de la noble Passion, auch Orden von Querfurt genannt, wurde als Ritterorden vom Herzog Johann Georg von Sachsen-Weißenfels gestiftet.
Stiftungsdatum war der 24. Juni 1704, der Namenstag des Stifters (Johannistag). Stiftungsanlass war die Amtsübernahme auf dem Reichstag für das Fürstentum Querfurt.
Der Zweck des Ordens war Förderung wahrer Tugend und Ehre und Bewahrung der Sprache. Der Orden hatte somit das gleiche Anliegen wie die Fruchtbringende Gesellschaft, die Johann Georgs Großvater August bis zu seinem Tod geleitet hatte und danach erloschen war. Mitglieder konnten nur Adlige mit untadligem Leben werden. Die Statuten waren zweisprachig abgefasst, in deutscher und französischer Sprache.
Nach dem Aussterben der Linie Sachsen-Weißenfels erlosch auch der Orden um 1746.

## Ordensdekoration, Ordensband und Trageweise
Die Ordensdekoration war ein goldener Stern. Im Avers war ein rotes Kreuz aufgelegt, auf dem sich ein blau emailliertes Medaillon mit den Initialen des Stifters I G befand. Umgeben war es von einem weißen, goldgeränderten Ring mit der Ordensdevise J’aime l’ honneur, qui vient par la vertu (Ich liebe die Ehre, die von der Tugend kommt). Das Revers zeigte das Wappen von Sachsen-Querfurt und als Umschrift Societé de la noble Passion, institueé par I.G.D.S.Q. 1704 (Gesellschaft der edlen Leidenschaft, gestiftet von Johann Georg, von Gottes Gnaden Herzog zu Sachsen-Querfurt 1704). Das Ordensband war weiß mit goldenem Rand. Die Dekoration wurde am Schulterband über der Weste oder am Knopfloch des Oberrocks getragen.